# Biton mossambicus
Espèce
Biton mossambicus est une espèce de solifuges de la famille des Daesiidae.

## Distribution
Cette espèce est endémique du Mozambique.

## Étymologie
Son nom d'espèce lui a été donné en référence au lieu de sa découverte, le Mozambique.

## Publication originale
- Roewer, 1954 : Über einige Solifugen und Pedipalpen der äthiopische Region. Annales du Musée du Congo Belge, sér. 4, vol. 1, p. 262-268.